# Malta en los Juegos Olímpicos de Londres 2012
Malta estuvo representada en los Juegos Olímpicos de Londres 2012 por cinco deportistas, tres hombres y dos mujeres, que compitieron en tres deportes.
El portador de la bandera en la ceremonia de apertura fue el tirador William Chetcuti. El equipo olímpico maltés no obtuvo ninguna medalla en estos Juegos.